# Біологічний енциклопедичний словник (Радянська енциклопедія)
Біологічний енциклопедичний словник (рос. Биологический энциклопедический словарь) — радянський науковий однотомний енциклопедичний словник з біології, випущений видавництвом «Радянська енциклопедія» 1986 року під редакцією академіка Меркурія Сергійовича Гілярова. Початковий тираж — 100 000 примірників. 2-е видання, виправлене, було видане 1989 року.

## Опис
Словник являє собою довідкове видання, що включає понад 7500 статей з усіх розділів біології: фізико-хімічної біології, генетики, цитології, анатомії і морфології, ембріології, фізіології, екології, еволюційного вчення та ін. Значне місце в словнику приділено конкретним таксонам живих організмів від видів до царств, охороні природи. У словнику вміщено близько 1000 текстових рисунків і 29 кольорових вклейок (58 таблиць).
Словник призначений для біологів, фахівців суміжних з біологією галузей науки, викладачів університетів, інститутів, вчителів середньої школи, студентів і всіх, хто цікавиться живою природою.
Бібліографічний опис
- (рос.) Биологический энциклопедический словарь / Гл. ред. М. С. Гиляров. — М. : Советская Энциклопедия, 1989. — 831 с. — 100 000 прим. — ISBN 5-85270-002-9.

## Редакційна колегія
- Гіляров Меркурій Сергійович — головний редактор[3]
- Сімолін А. В. — заступник головного редактора
- Яблоков Олексій Володимирович — заступник головного редактора
- Баєв Олександр Олександрович
- Вінберг Георгій Георгійович
- Заварзін Георгій Олександрович
- Іванов Артемій Васильович
- Северин Сергій Євгенович
- Соколов Володимир Євгенович
- Татаринов Леонід Петрович
- Тахтаджян Армен Леонович